# Ner-Topp
Ner-Topp är en sjö i Hudiksvalls kommun i Hälsingland och ingår i Nianån-Norralaåns kustområde. Ner-Topp ligger i Ysberget-Laxtjärnsberget Natura 2000-område.